# Водзінек
Водзінек (пол. Wodzinek) — село в Польщі, у гміні Тушин Лодзький-Східного повіту Лодзинського воєводства.
Населення — 172 особи (2011).

## Демографія
Демографічна структура станом на 31 березня 2011 року:
|          | Загалом | Допрацездатний вік | Працездатний вік | Постпрацездатний вік |
| -------- | ------- | ------------------ | ---------------- | -------------------- |
| Чоловіки | 94      | 23                 | 60               | 11                   |
| Жінки    | 78      | 21                 | 38               | 19                   |
| Разом    | 172     | 44                 | 98               | 30                   |